# Era (réservoir)
Pour les articles homonymes, voir Era.
Era est un réservoir qui se trouve dans le woreda d’Atsbi Wenberta au Tigré en Éthiopie. Le barrage a été construit en 1997 par SAERT.

## Caractéristiques du barrage
- Hauteur : 16,73 mètres
- Longueur de la crête : 10 mètres

## Capacité
- Capacité d’origine : 1 920 000 m3
- Tranche non-vidangeable : 480 000 m3
- Superficie : 37 ha

## Irrigation
- Périmètre irrigué planifié : 100 ha
- Aire irriguée réellement en 2002 : 95 ha

## Environnement
Le bassin versant du réservoir a une superficie de 16 km2. Le réservoir subit une sédimentation rapide,. Une partie des eaux du réservoir est perdue par percolation ; un effet secondaire et positif est que ces eaux contribuent à la recharge des aquifères.